# Two World Trade Center
L'attuale Two World Trade Center è un grattacielo in via di costruzione, facente parte dell'omonimo complesso di Manhattan, a New York. Il WTC 2 originale (Torre Sud) è stato distrutto negli attentati dell'11 settembre 2001.

## 1972–2001

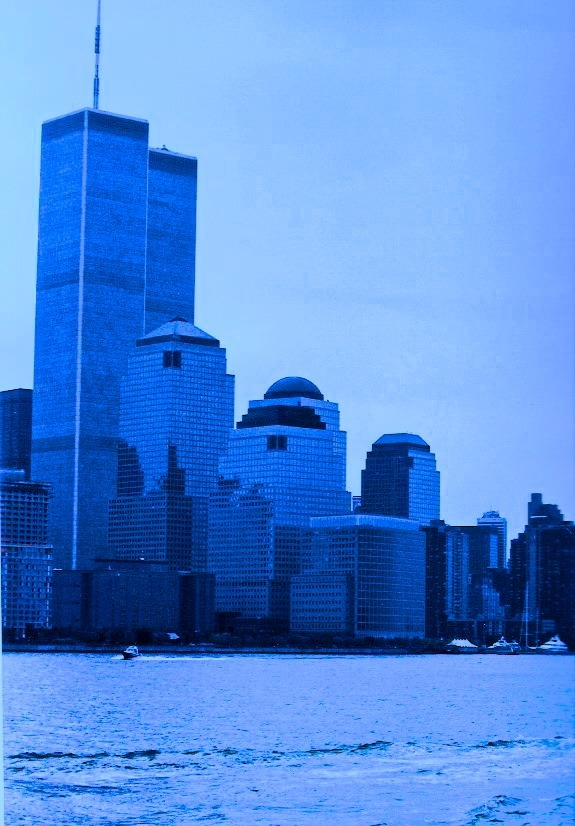
Le due torri originali, 1 World Trade Center (con l'antenna) e 2 World Trade Center (senza antenna) l'1 settembre 2001

La Torre Sud, nota anche come WTC 2, fu una delle due cosiddette "Torri Gemelle" del complesso che costituiva il World Trade Center di New York. Era un grattacielo di 110 piani alto 415 metri, costruito tra il 1968 e il 1972, inaugurato nel 1973, e distrutto, insieme alla Torre Nord, dal volo United Airlines 175 durante gli attentati dell'11 settembre 2001. Era ben distinguibile dalla Torre Nord, poiché la Torre Sud era priva dell'antenna televisiva sulla sommità. Durante gli attentati dell'11 settembre 2001 fu la seconda ad essere colpita (09:02:54), e la prima a crollare (09:58:59).

### Occupazione
Tra i principali inquilini del World Trade Center 2 ricordiamo:
- World Trade Center Observatories, attrazione turistica del 107º piano
- Verizon;
- il New York Stock Exchange;
- Morgan Stanley;
- Aon Corporation.
- Sul tetto, la torre era provvista anche di un piccolo eliporto.

### Attentati

#### 1993
Il 26 febbraio 1993, la Lobby della torre fu danneggiata a seguito dell'attentato al World Trade Center del 1993 quando un gruppo di terroristi fece detonare un furgone pieno di esplosivo nel parcheggio sotterraneo della Torre Nord. L'attentato non ebbe buon fine; il piano originale prevedeva l'implosione delle torri.

#### 2001

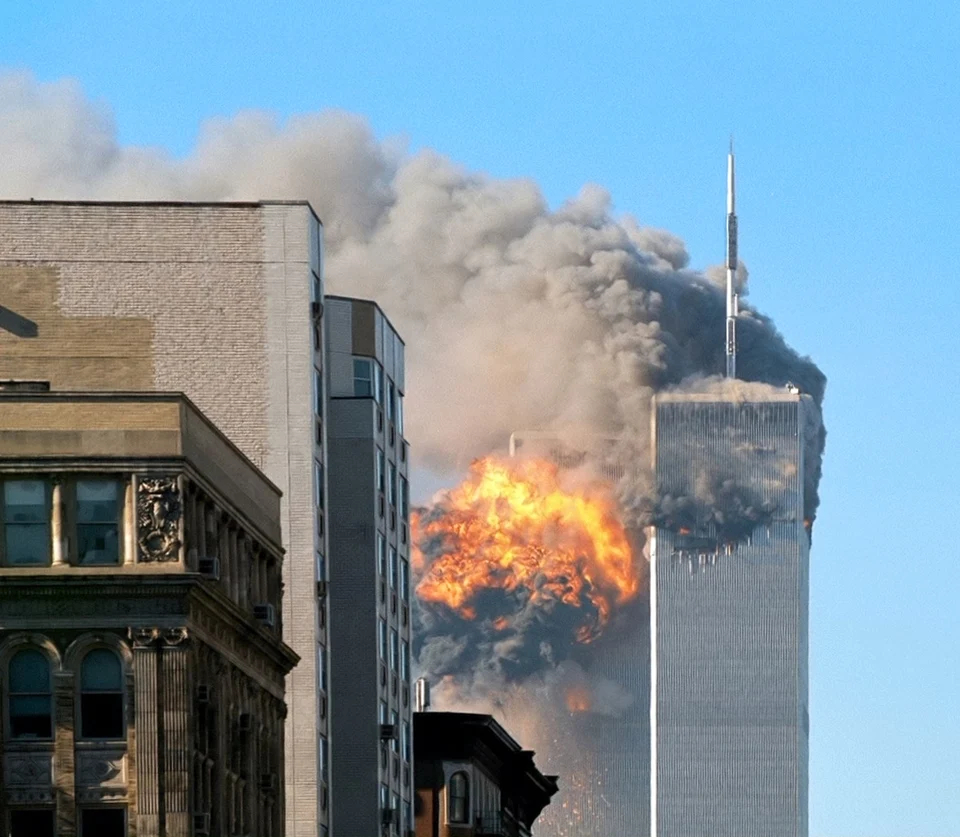
Il secondo aereo si schianta contro la Torre Sud

La Torre Sud fu la seconda ad essere colpita durante gli attentati dell'11 settembre 2001. Quando gli inquilini videro l'enorme palla di fuoco sprigionarsi dalla Torre Nord a seguito dell'impatto del volo American Airlines 11 (08:46:28), cominciarono ad abbandonare gli uffici, ma giunti nella Lobby gli fu detto che la Torre Sud era sicura.
Alcuni ascoltarono la polizia e ritornarono ai loro posti di lavoro, altri la ignorarono e abbandonarono l’edificio. Circa 15 minuti dopo l'impatto del primo aereo, esattamente alle 09:02:54, il volo United Airlines 175 si schiantò contro la torre tra il 77º e l'85º piano (circa 15 piani più in basso rispetto alla Torre Nord, che fu colpita tra il 93º e il 99º piano).
A differenza della Torre Nord, che fu colpita centralmente, la Torre Sud fu colpita lateralmente, e questo mantenne intatta una delle tre scale d'emergenza, e permise ad alcune delle persone che si trovavano sopra la zona di impatto di salvarsi. Tuttavia la collisione rese la struttura maggiormente precaria, sia a causa del maggior numero di piani al di sopra del punto d'impatto, sia a causa dell'incendio che si generò (più piccolo rispetto a quello nell'altra torre, ma più concentrato).
Dopo circa 56 minuti (09:58:59) la sommità della torre (dall’area dell’impatto al tetto) cedette e si inclinò notevolmente. Il resto dell’edificio crollò in pochi secondi (9:59:04), non riuscendo a sopportare il carico sovrastante in caduta. I detriti della torre distrussero quasi completamente il WTC 4, la chiesa greco-ortodossa di San Nicola e danneggiarono in modo irreparabile il Deutsche Bank Building. Ridussero a metà il Marriott World Trade Center, la cui altra metà sarebbe stata distrutta dal crollo della Torre Nord, avvenuto circa 30 minuti più tardi (alle 10:28:31).

## 2008–
Il Two World Trade Center (conosciuto anche come 200 Greenwich Street) è un grattacielo di 81 piani in costruzione a New York come parte del nuovo complesso del World Trade Center. La torre si trova nell'angolo nord-est del sito del World Trade Center, dove un tempo sorgeva l'originale 5 World Trade Center. Una volta completato, il 2 WTC sarà il terzo grattacielo più alto di New York.

### Costruzione

Piano preliminare del sito per la ricostruzione del World Trade Center

Gli scavi per 200 Greenwich Street iniziarono nel 2008, a quel punto l'edificio avrebbe dovuto essere completato tra il 2012 e il 2016. Entro maggio 2009, la Port Authority stava cercando di ridurre le dimensioni del 2 e 3 WTC e di posticipare la costruzione del 5 WTC, citando la Grande Recessione e i disaccordi con Silverstein. Lo sviluppatore aveva richiesto che la Port Authority finanziasse due delle torri, ma l'agenzia voleva prendere il controllo del sito del 3 WTC ed era disposta a fornire finanziamenti per una sola torre. Il sindaco di New York City Michael Bloomberg tentò di mediare la controversia con scarso successo. Nel luglio 2009, Silverstein scrisse una lettera alle parti interessate dello sviluppo, raccomandando che la controversia andasse in arbitrato. Silverstein richiese ufficialmente l'arbitrato il mese successivo. Ha chiesto che l'Autorità Portuale paghi 2,7 miliardi di dollari di danni.

### Occupazione
Il WTC 2 avrà una altezza di 387 m, con un treppiede a forma di antenna che permetterà all'edificio di raggiungere un'altezza totale di 411 m.
L'originale WTC 2 (spesso denominato Torre sud) era alto 415 m. L'ingegnere strutturale dell'edificio è il WSP Cantor Seinuk di New York. La torre sarà costituita da 60 piani di uffici, 4 piani commerciali, 5 livelli di vendita al dettaglio e 11 pavimenti meccanici. Dentro il grattacielo 220.000 m² saranno destinati ad uffici e altri 12.000 m² per negozi al dettaglio.

### Progetto

#### Bjarke Ingels Group

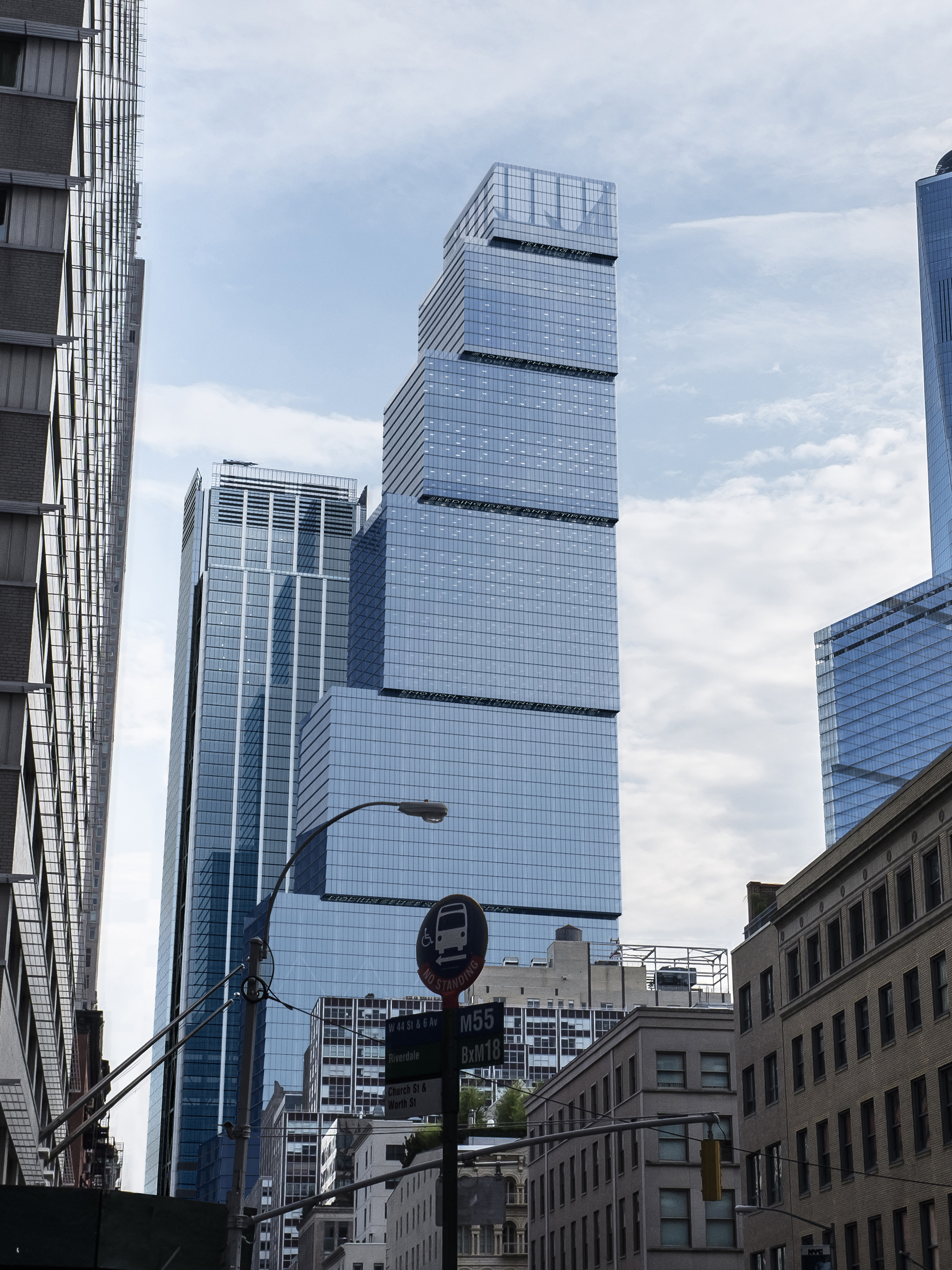
Il design del grattacielo proposto da Bjarke Ingels Group nel 2015

Progettato inizialmente dallo Studio Foster, l'edificio doveva avere un tetto spiovente che si componeva di quattro diamanti inclinati verso il National September 11 Memorial & Museum.
In seguito all'interesse del gruppo News Corporation, l'edificio venne completamente riprogettato dallo Studio di Bjarke Ingels, secondo il quale l'edificio ha ora una facciata per lo più di vetro caratterizzata da una forma a blocchi come una ziqqurat. Al fine di integrare l'idea di Daniel Libeskind del cuneo di luce, la forma della torre è stata ritirata indietro dalla strada in modo che ogni 11 settembre un raggio di luce illuminerà un punto preciso del memoriale che corrisponde al punto dove il primo aereo si schiantò quel giorno. Tuttavia, in seguito al venir meno delle trattative con il locatario, la costruzione subì una sospensione che dura tutt'oggi.

### Ritorno a Foster and Partners
Dopo il ritiro di News Corp e 21st Century Fox, il futuro del sito è diventato incerto, con richieste di ripristinare il progetto originale della torre. In un'intervista alla stampa, lo sviluppatore del sito Larry Silverstein ha segnalato che entrambi i progetti di Foster e BIG erano in fase di valutazione e che la scelta tra i due sarebbe stata fatta da un futuro potenziale inquilino. Nel febbraio 2019, Silverstein ha suggerito in un'intervista che la costruzione potrebbe presto iniziare "su specifica", ovvero senza un inquilino principale, data la forte economia e i progressi negli affitti delle torri vicine.  Nel gennaio 2020, Silverstein ha annunciato che lui e Norman Foster stavano lavorando insieme per aggiornare il progetto originale di Foster e che sarebbe stato "significativamente modificato per riflettere meglio le esigenze e il gusto contemporanei". I rendering di un progetto rivisto di Foster and Partners sono stati pubblicati all'inizio del 2022.